# そしてもう一度夢見るだろう
『そしてもう一度夢見るだろう』（そしてもういちどゆめみるだろう、英題：AND I WILL DREAM AGAIN...）は、松任谷由実（ユーミン）の35枚目のオリジナルアルバム。2009年4月8日にEMIミュージック・ジャパンよりリリースされた（TOCT-26810）。

## 解説
- 自身の活動37年目に制作された35枚目のオリジナルアルバム。オリジナルアルバムとしては2006年5月に発表された『A GIRL IN SUMMER』以来2年11ヶ月振りとなる。
- iTunes Storeでは、アルバムから4曲を配信限定EP「そしてもう一度夢見るだろう (1st Edition)」として収め、アルバム発売の1週前となる4月1日に先行配信した。これは前作『A GIRL IN SUMMER』に続いての試みとなる。配信開始翌日のiTunes Storeトップアルバムのランキングでは1位を記録した。
- 初回プレス盤はデジパックケース仕様で、全国ツアー『YUMI MATSUTOYA CONCERT TOUR 2009 TRANSIT』の5月31日米子コンベンションセンター公演以降の公演チケット先行予約フライヤーが封入される。
- 本作の発売を記念し、丸の内においてイベント『三菱地所 & Suono Dolce with YUMING in Marunouchi』が3月23日から4月10日まで開催された。イベント来場者を対象に、本作全10曲のイメージを写真で表現した「丸の内限定特別ブックレット」（ポストカードセット）が配布された。
- サンバ風の楽曲も1曲製作していたが、製作中にお蔵入りとなっている。この楽曲は、ムッシュかまやつへの提供曲『Be Be きみはMYSTERY』（アルバム『1939〜MONSIEUR』（2009年）に収録）として日の目を見ることになった。[2]
- このアルバムから『宇宙図書館』まで、アル・シュミット（Al Schmitt）をミキサーとして起用している。
- アートワークは信藤三雄が手がけた。ジャケットで手にしているスーツケースは、サムソナイト製。[3]
- 発売1ヶ月の時点で売り上げは10万枚を超えた。

## 収録曲

### CD
| 全作詞・作曲: 松任谷由実。 |                                                         |            |            |            |      |
| #                          | タイトル                                                | 作詞       | 作曲・編曲 | 編曲       | 時間 |
| 1.                         | 「ピカデリー・サーカス -Piccadilly Circus-」            | 松任谷由実 | 松任谷由実 | 松任谷正隆 | 4:24 |
| 2.                         | 「まずはどこへ行こう -Let's Go For a Ride-」            | 松任谷由実 | 松任谷由実 | 松任谷正隆 | 4:54 |
| 3.                         | 「ハートの落書き -Scribbled Heart-」                    | 松任谷由実 | 松任谷由実 | 松任谷正隆 | 3:50 |
| 4.                         | 「Flying Messenger」                                    | 松任谷由実 | 松任谷由実 | 松任谷正隆 | 3:38 |
| 5.                         | 「黄色いロールスロイス -The Yellow Rolls-Royce-」       | 松任谷由実 | 松任谷由実 | 加藤和彦   | 3:27 |
| 6.                         | 「Bueno Adios」                                         | 松任谷由実 | 松任谷由実 | 松任谷正隆 | 4:06 |
| 7.                         | 「Judas Kiss」                                          | 松任谷由実 | 松任谷由実 | 松任谷正隆 | 4:43 |
| 8.                         | 「Dangerous tonight」                                   | 松任谷由実 | 松任谷由実 | 松任谷正隆 | 3:46 |
| 9.                         | 「夜空でつながっている -Under the Same Night Sky-」     | 松任谷由実 | 松任谷由実 | 松任谷正隆 | 4:25 |
| 10.                        | 「人魚姫の夢 -One Dream of a Mermaid- (Album Version)」 | 松任谷由実 | 松任谷由実 | 松任谷正隆 | 6:17 |

### 楽曲解説
1. ピカデリー・サーカス
2. まずはどこへ行こう
  - ゆうばり国際ファンタスティック映画祭 2009イメージソング
3. ハートの落書き
インターネットイベント『NET MAGAZINE IN NAEBA【Y MODE】』において、初の試みとしてミュージックビデオ制作コンペが開催された。同曲のミュージックビデオは、同イベントやサイトコンテンツ等のプロジェクトのサポートを行った東京工科大学の学生が手掛けたもので、特設サイトにおいて公開されている。
4. Flying Messenger
  - NHK『探検ロマン世界遺産』テーマソング
5. 黄色いロールスロイス
加藤和彦とのデュエット。レコーディングには当時加藤が結成していたバンド「VITAMIN-Q featuring ANZA」のうち、ボーカルのANZAを除くメンバーが全員参加している。
6. Bueno Adios
ユーミンの曲としてはめずらしいタンゴ調のナンバー。ユーミン談によると「ただタンゴのリズムを借りてきたというだけじゃない、日本語ポップスとして洗練された表現を目指した」。
7. Judas Kiss
8. Dangerous tonight
9. 夜空でつながっている
  - ハウス食品『プライム』CMソング[4]。
10. 人魚姫の夢(Album Version)
先行シングル曲。アルバム収録にあたり、リミックスして再収録されている。
  - WOWOWドラマ『ママは昔パパだった』主題歌

## 参加ミュージシャン
- キーボード : 松任谷正隆
- ドラム : Vinnie Colaiuta （#1～#3,#7～#9） / 屋敷豪太 （#5） / 河村"カースケ"智康 （#10）
- ベース : Neil Stubenhaus （#1,#2,#4,#7,#9） / Leland Sklar （#3,#8） / 小原礼 （#5） / Mike Valerio （#6） / 美久月千晴 （#10）
- エレクトリック・ギター : 鳥山雄司 （#1～#3,#7～#10） / 松任谷正隆 （#1～#4,#6～#9） / 土屋昌巳, 加藤和彦 （#5）
- アコースティック・ギター : 松任谷正隆 （#1,#2,#4,#6） / 鳥山雄司 （#3,#8） / 加藤和彦 （#5）
- パーカッション : 屋敷豪太 （#5）
- マンドリン : 松任谷正隆 （#1）
- トランペット : Wayne Bergeron （#7）
- ヴァイオリン : Joel Derouin, Robert Cani, Susan Chatman, Larry Greenfield, Peter Kent, Razdan Kuyumjian, Sid Page, Vladimir Polimatidi, Philip Vaiman, John Wittenberg （#1,#2,#6～#8）
- ヴィオラ : Andrew Duckles, Alma Fernandez, Matt Funes （#1,#2,#6～#8）
- チェロ : Dane Little, Suzie Katayama （#1,#2,#6～#8）
- コントラバス : Mike Valerio (#1,#7,#8)
- サウンド・エフェクト : 山中雅文 (#1,#3～#5,#10)
- コーラス : 松任谷由実 / OTOTACHIBANA, 森下亜希子, Kouko Takenouchi, 松任谷正隆 （#4）/ 加藤和彦 （#5）